# PRIDE Grand Prix 2000 Finals
PRIDE Grand Prix 2000: Finals fue un evento de artes marciales mixtas producido por PRIDE Fighting Championships, celebrado el 1 de mayo de 2000 en el Tokyo Dome de Tokio.

## Resultados
1. ↑  PRIDE Grand Prix 2000 Superfight Finals.
2. ↑  La esquina de Fujita tiró la toalla inmediatamente debido a las lesiones sufridas en su pelea de cuartos de final contra Mark Kerr.
3. ↑  Las reglas se modificaron para permitir rondas ilimitadas. Luego de 90 minutos de pelea, Gracie no pudo continuar debido al daño sufrido en sus piernas.

## Cuadro de desarrollo
|  | Ronda Inaugural 31 de enero  | Ronda Inaugural 31 de enero | Ronda Inaugural 31 de enero  |                  |                           | Cuartos de final 1 de mayo | Cuartos de final 1 de mayo | Cuartos de final 1 de mayo |  |                           | Semifinales 1 de mayo | Semifinales 1 de mayo | Semifinales 1 de mayo |  |                    | Final 1 de mayo  | Final 1 de mayo | Final 1 de mayo |  |
|  |                              |                             |                              |                  |                           |                            |                            |                            |  |                           |                       |                       |                       |  |                    |                  |                 |                 |  |
|  |                              |                             |                              |                  |                           |                            |                            |                            |  |                           |                       |                       |                       |  |                    |                  |                 |                 |  |
|  | Bandera de Brasil            | Royce Gracie                | UD                           |                  |                           |                            |                            |                            |  |                           |                       |                       |                       |  |                    |                  |                 |                 |  |
|  | Bandera de Brasil            | Royce Gracie                | UD                           |                  |                           |                            |                            |                            |  |                           |                       |                       |                       |  |                    |                  |                 |                 |  |
|  | Bandera de Japón             | Nobuhiko Takada             | 15:00                        |                  |                           |                            |                            |                            |  |                           |                       |                       |                       |  |                    |                  |                 |                 |  |
|  | Bandera de Japón             | Nobuhiko Takada             | 15:00                        |                  | Bandera de Brasil         | Royce Gracie               | 90:00                      |                            |  |                           |                       |                       |                       |  |                    |                  |                 |                 |  |
|  |                              |                             |                              |                  | Bandera de Brasil         | Royce Gracie               | 90:00                      |                            |  |                           |                       |                       |                       |  |                    |                  |                 |                 |  |
|  |                              |                             | Bandera de Japón             | Kazushi Sakuraba | TKO                       |                            |                            |                            |  |                           |                       |                       |                       |  |                    |                  |                 |                 |  |
|  | Bandera de Japón             | Kazushi Sakuraba            | Bandera de Japón             | Kazushi Sakuraba | TKO                       | TKO                        |                            |                            |  |                           |                       |                       |                       |  |                    |                  |                 |                 |  |
|  | Bandera de Japón             | Kazushi Sakuraba            |                              |                  |                           |                            |                            |                            |  |                           |                       |                       |                       |  |                    |                  |                 |                 |  |
|  | Bandera de Estados Unidos    | Guy Mezger                  | 15:00                        |                  |                           |                            |                            |                            |  |                           |                       |                       |                       |  |                    |                  |                 |                 |  |
|  | Bandera de Estados Unidos    | Guy Mezger                  | 15:00                        |                  |                           |                            |                            |                            |  | Bandera de Japón          | Kazushi Sakuraba      | 15:00                 |                       |  |                    |                  |                 |                 |  |
|  |                              |                             |                              |                  |                           |                            |                            |                            |  | Bandera de Japón          | Kazushi Sakuraba      | 15:00                 |                       |  |                    |                  |                 |                 |  |
|  |                              |                             | Bandera de Ucrania           | Igor Vovchanchyn | TKO                       |                            |                            |                            |  |                           |                       |                       |                       |  |                    |                  |                 |                 |  |
|  | Bandera de Ucrania           | Igor Vovchanchyn            | Bandera de Ucrania           | Igor Vovchanchyn | TKO                       | UD                         |                            |                            |  |                           |                       |                       |                       |  |                    |                  |                 |                 |  |
|  | Bandera de Ucrania           | Igor Vovchanchyn            |                              |                  |                           |                            |                            |                            |  |                           |                       |                       |                       |  |                    |                  |                 |                 |  |
|  | Bandera de Japón             | Alexander Otsuka            | 15:00                        |                  |                           |                            |                            |                            |  |                           |                       |                       |                       |  |                    |                  |                 |                 |  |
|  | Bandera de Japón             | Alexander Otsuka            | 15:00                        |                  | Bandera de Ucrania        | Igor Vovchanchyn           | TKO                        |                            |  |                           |                       |                       |                       |  |                    |                  |                 |                 |  |
|  |                              |                             |                              |                  | Bandera de Ucrania        | Igor Vovchanchyn           | TKO                        |                            |  |                           |                       |                       |                       |  |                    |                  |                 |                 |  |
|  |                              |                             | Bandera de Trinidad y Tobago | Gary Goodridge   | 10:14                     |                            |                            |                            |  |                           |                       |                       |                       |  |                    |                  |                 |                 |  |
|  | Bandera de Trinidad y Tobago | Gary Goodridge              | Bandera de Trinidad y Tobago | Gary Goodridge   | 10:14                     | SUB                        |                            |                            |  |                           |                       |                       |                       |  |                    |                  |                 |                 |  |
|  | Bandera de Trinidad y Tobago | Gary Goodridge              |                              |                  |                           |                            |                            |                            |  |                           |                       |                       |                       |  |                    |                  |                 |                 |  |
|  | Bandera de Japón             | Osamu Kawahara              | 0:51                         |                  |                           |                            |                            |                            |  |                           |                       |                       |                       |  |                    |                  |                 |                 |  |
|  | Bandera de Japón             | Osamu Kawahara              | 0:51                         |                  |                           |                            |                            |                            |  |                           |                       |                       |                       |  | Bandera de Ucrania | Igor Vovchanchyn | 3:09            |                 |  |
|  |                              |                             |                              |                  |                           |                            |                            |                            |  |                           |                       |                       |                       |  | Bandera de Ucrania | Igor Vovchanchyn | 3:09            |                 |  |
|  |                              |                             | Bandera de Estados Unidos    | Mark Coleman     | SUB                       |                            |                            |                            |  |                           |                       |                       |                       |  |                    |                  |                 |                 |  |
|  | Bandera de Estados Unidos    | Mark Coleman                | Bandera de Estados Unidos    | Mark Coleman     | SUB                       | SUB                        |                            |                            |  |                           |                       |                       |                       |  |                    |                  |                 |                 |  |
|  | Bandera de Estados Unidos    | Mark Coleman                |                              |                  |                           |                            |                            |                            |  |                           |                       |                       |                       |  |                    |                  |                 |                 |  |
|  | Bandera de Japón             | Masaaki Satake              | 1:14                         |                  |                           |                            |                            |                            |  |                           |                       |                       |                       |  |                    |                  |                 |                 |  |
|  | Bandera de Japón             | Masaaki Satake              | 1:14                         |                  | Bandera de Estados Unidos | Mark Coleman               | UD                         |                            |  |                           |                       |                       |                       |  |                    |                  |                 |                 |  |
|  |                              |                             |                              |                  | Bandera de Estados Unidos | Mark Coleman               | UD                         |                            |  |                           |                       |                       |                       |  |                    |                  |                 |                 |  |
|  |                              |                             | Bandera de Japón             | Akira Shoji      | 15:00                     |                            |                            |                            |  |                           |                       |                       |                       |  |                    |                  |                 |                 |  |
|  | Bandera de Japón             | Akira Shoji                 | Bandera de Japón             | Akira Shoji      | 15:00                     | UD                         |                            |                            |  |                           |                       |                       |                       |  |                    |                  |                 |                 |  |
|  | Bandera de Japón             | Akira Shoji                 |                              |                  |                           |                            |                            |                            |  |                           |                       |                       |                       |  |                    |                  |                 |                 |  |
|  | Bandera de Brasil            | Ebenezer Fontes Braga       | 15:00                        |                  |                           |                            |                            |                            |  |                           |                       |                       |                       |  |                    |                  |                 |                 |  |
|  | Bandera de Brasil            | Ebenezer Fontes Braga       | 15:00                        |                  |                           |                            |                            |                            |  | Bandera de Estados Unidos | Mark Coleman          | TKO                   |                       |  |                    |                  |                 |                 |  |
|  |                              |                             |                              |                  |                           |                            |                            |                            |  | Bandera de Estados Unidos | Mark Coleman          | TKO                   |                       |  |                    |                  |                 |                 |  |
|  |                              |                             | Bandera de Japón             | Kazuyuki Fujita  | 0:02                      |                            |                            |                            |  |                           |                       |                       |                       |  |                    |                  |                 |                 |  |
|  | Bandera de Estados Unidos    | Mark Kerr                   | Bandera de Japón             | Kazuyuki Fujita  | 0:02                      | MD                         |                            |                            |  |                           |                       |                       |                       |  |                    |                  |                 |                 |  |
|  | Bandera de Estados Unidos    | Mark Kerr                   |                              |                  |                           |                            |                            |                            |  |                           |                       |                       |                       |  |                    |                  |                 |                 |  |
|  | Bandera de Japón             | Enson Inoue                 | 15:00                        |                  |                           |                            |                            |                            |  |                           |                       |                       |                       |  |                    |                  |                 |                 |  |
|  | Bandera de Japón             | Enson Inoue                 | 15:00                        |                  | Bandera de Estados Unidos | Mark Kerr                  | 15:00                      |                            |  |                           |                       |                       |                       |  |                    |                  |                 |                 |  |
|  |                              |                             |                              |                  | Bandera de Estados Unidos | Mark Kerr                  | 15:00                      |                            |  |                           |                       |                       |                       |  |                    |                  |                 |                 |  |
|  |                              |                             | Bandera de Japón             | Kazuyuki Fujita  | UD                        |                            |                            |                            |  |                           |                       |                       |                       |  |                    |                  |                 |                 |  |
|  | Bandera de Japón             | Kazuyuki Fujita             | Bandera de Japón             | Kazuyuki Fujita  | UD                        | SUB                        |                            |                            |  |                           |                       |                       |                       |  |                    |                  |                 |                 |  |
|  | Bandera de Japón             | Kazuyuki Fujita             |                              |                  |                           |                            |                            |                            |  |                           |                       |                       |                       |  |                    |                  |                 |                 |  |
|  | Bandera de los Países Bajos  | Hans Nijman                 | 2:48                         |                  |                           |                            |                            |                            |  |                           |                       |                       |                       |  |                    |                  |                 |                 |  |
|  | Bandera de los Países Bajos  | Hans Nijman                 | 2:48                         |                  |                           |                            |                            |                            |  |                           |                       |                       |                       |  |                    |                  |                 |                 |  |
|  |                              |                             |                              |                  |                           |                            |                            |                            |  |                           |                       |                       |                       |  |                    |                  |                 |                 |  |